# Gobierno de Bulganin
El Gobierno de Bulganin fue el gabinete de la Unión Soviética establecido en 1955 con Nikolái Bulganin como jefe de Gobierno, desempeñándose como presidente del Consejo de Ministros. Se estableció el 8 de febrero de 1955, cuando Malenkov fue obligado a dimitir como presidente del Consejo de Ministros, y consecuentemente, reemplazado por Bulganin. Finalizó el 31 de marzo de 1958.

## Establecimiento
Después de la renuncia forzada de Gueorgui Malenkov como presidente del Consejo de Ministros en 1955, Nikolái Bulganin fue nombrado presidente en su lugar. En el XX Congreso del Partido Comunista de la Unión Soviética, el Primer Secretario, Nikita Jrushchov, criticó el culto a la personalidad de Stalin, iniciando un conflicto dentro del partido. En 1957, Jrushchov, con apoyo del mariscal Gueorgui Zhúkov, consiguió derrocar a otros competidores internos, incluyendo a un grupo estalinista, liderado por Viacheslav Mólotov, Lázar Kaganóvich y Malenkov. Cuatro meses después, el mariscal Zhúkov fue destituido del Comité Central por Jrushchov (a quien había apoyado). También perdió su cargo de Ministro de Defensa.
A principios de 1958, Bulganin no consiguió ser reelegido presidente del Consejo de Ministros por el Sóviet Supremo, y en cambio, por sugerencia de Kliment Voroshílov, Jrushchov ocupó el cargo de presidente.

## Actividad
Durante este periodo, el Consejo de Ministros llevó a cabo el Quinto  y el Sexto Plan Quinquenal. La producción nacional aumentó un 64 %, la agricultura un 32 %, y la inversión se duplicó. Se construyeron diversas centrales hidroeléctricas en ciudades como Gorkovskaya, Irkutsk, Kairakkum, Kajovskaya, Kúibyshev y Stalingrado.
El logro más importante fue el lanzamiento del Sputnik 1, el primer satélite artificial de la historia.

## Composición
| Ministro                                                                | Titular                          | Partido |
| ----------------------------------------------------------------------- | -------------------------------- | ------- |
| Presidente                                                              | Nikolái Bulganin                 | PCUS    |
| Primer Vicepresidente                                                   | Lázar Kaganóvich (1955-1957)     | PCUS    |
| Primer Vicepresidente                                                   | Viacheslav Mólotov (1955-1957)   | PCUS    |
| Primer Vicepresidente                                                   | Mijaíl Pervujin (1955-1957)      | PCUS    |
| Primer Vicepresidente                                                   | Máksim Saburov (1955-1957)       | PCUS    |
| Primer Vicepresidente                                                   | Anastás Mikoyán                  | PCUS    |
| Primer Vicepresidente                                                   | Iósif Kuzmin                     | PCUS    |
| Vicepresidentes                                                         | Gueorgui Malenkov (1955-1957)    | PCUS    |
| Vicepresidentes                                                         | Alekséi Kosyguin                 | PCUS    |
| Vicepresidentes                                                         | Viacheslav Malyshev (1955-1956)  | PCUS    |
| Vicepresidentes                                                         | Iván Tevosián (1955-1956)        | PCUS    |
| Vicepresidentes                                                         | Avraami Zavenyagin (1955-1956)   | PCUS    |
| Vicepresidentes                                                         | Vladímir Kucherenko (1955-1956)  | PCUS    |
| Vicepresidentes                                                         | Pável Lobanov (1955-1956)        | PCUS    |
| Vicepresidentes                                                         | Vladímir Matskévich (1956)       | PCUS    |
| Vicepresidentes                                                         | Dmitri Ustínov (1957-1958)       | PCUS    |
| Vicepresidentes                                                         | Mijaíl Jrunichev (1955-1956)     | PCUS    |
| Administrador de Asuntos                                                | Anatoli Korobov                  | PCUS    |
| Asuntos Exteriores                                                      | Viacheslav Mólotov (1955-1956)   | PCUS    |
| Asuntos Exteriores                                                      | Dmitri Shepílov (1956-1957)      | PCUS    |
| Asuntos Exteriores                                                      | Andréi Gromiko (1957-1958)       | PCUS    |
| Defensa                                                                 | Gueorgui Zhúkov (1955-1957)      | PCUS    |
| Defensa                                                                 | Rodión Malinovski (1957-1958)    | PCUS    |
| Asuntos Internos                                                        | Serguéi Kruglov (1955-1956)      | PCUS    |
| Asuntos Internos                                                        | Nikolái Dudórov (1956-1958)      | PCUS    |
| Comercio                                                                | Dmitri Pávlov                    | PCUS    |
| Mecánica Mediana                                                        | Avraami Zavenyagin (1955-1956)   | PCUS    |
| Mecánica Mediana                                                        | Mijaíl Pervujin (1957)           | PCUS    |
| Mecánica Mediana                                                        | Efim Slavski (1957-1958)         | PCUS    |
| Comercio Exterior                                                       | Iván Kabanov                     | PCUS    |
| Industria Aeronáutica (1955-1957)                                       | Piótr Dementev                   | PCUS    |
| Control del Estado                                                      | Vasili Zhavoronkov               | PCUS    |
| Salud                                                                   | Maria Kovrigina                  | PCUS    |
| Reservas (1955-1956)                                                    | Leonid Korniets                  | PCUS    |
| Cereales                                                                | Leonid Korniets                  | PCUS    |
| Transporte por Carretera y Autopistas (1955-1956)                       | Iván Lijachev                    | PCUS    |
| Ferrocarriles                                                           | Boris Beshchev                   | PCUS    |
| Agricultura                                                             | Vladímir Matskévich              | PCUS    |
| Agricultura Estatal                                                     | Iván Beneditkov                  | PCUS    |
| Educación Superior                                                      | Viacheslav Eliutin               | PCUS    |
| Geología y Protección Subterránea                                       | Piótr Antrópov                   | PCUS    |
| Cultura                                                                 | Nikolái Mijaílov (19551958)      | PCUS    |
| Pesca                                                                   | Aleksándr Ishkov                 | PCUS    |
| Finanzas                                                                | Arseni Zvérev                    | PCUS    |
| Justicia                                                                | Konstantín Gorshenin             | PCUS    |
| Energía                                                                 | Gueorgui Malenkov (1955-1957)    | PCUS    |
| Energía                                                                 | Alekséi Pavlenko (1957-1958)     | PCUS    |
| Ingeniería Eléctrica (1955-1957)                                        | Iván Skidanenko                  | PCUS    |
| Transporte Marítimo y Fluvial (1955-1957)                               | Zosima Shashkov                  | PCUS    |
| Transporte Acuático (1955-1956)                                         | Zosima Shashkov                  | PCUS    |
| Asuntos Marítimos                                                       | Víktor Bakaev                    | PCUS    |
| Información                                                             | Nikolái Psurtsev                 | PCUS    |
| Construcción (1955-1957)                                                | Nikolái Dygái                    | PCUS    |
| Tecnología de Transporte (1955-1957)                                    | Serguéi Stepánov                 | PCUS    |
| Industria Forestal y de Papel (1955-1957)                               | Fiódor Varaksin                  | PCUS    |
| Silvicultura (1955-1957)                                                | Gueorgui Orlov                   | PCUS    |
| Industria y Comercio (1955-1956)                                        | Piótr Parshin                    | PCUS    |
| Industria Petrolífera (1955-1957)                                       | Mijaíl Evseenko                  | PCUS    |
| Industria Cárnica y Láctea (1955-1957)                                  | Serguéi Antonov                  | PCUS    |
| Industria Alimenticia (1955-1957)                                       | Vasili Zotov                     | PCUS    |
| Industria de Materiales de Construcción (1955-1957)                     | Pável Yudin (1955-1956)          | PCUS    |
| Industria de Materiales de Construcción (1955-1957)                     | Lázar Kaganóvich (1956-1957)     | PCUS    |
| Industria Textil (1955-1956)                                            | Nikita Ryzhov                    | PCUS    |
| Industria Ligera (1955-1957)                                            | Nikolái Mirovortsev (1955-1956)  | PCUS    |
| Industria Ligera (1955-1957)                                            | Nikita Ryzhov (1956-1957)        | PCUS    |
| Industria y Tecnología de Radiofusión (1955-1957)                       | Valeri Kalmikov                  | PCUS    |
| Maquinaria e Industria de Herramientas (1955-1957)                      | Anatoli Kostounov                | PCUS    |
| Construcción e Ingeniería Vial (1955-1957)                              | Efim Novoselov                   | PCUS    |
| Construcción Metalúrgica y Química (1955-1957)                          | David Raiser                     | PCUS    |
| Construcción de Motores Pesados (1955-1957)                             | Konstantín Pejutov               | PCUS    |
| Industria de Carbón (1955-1957)                                         | Aleksándr Zademiko               | PCUS    |
| Industria Química                                                       | Serguéi Tíjomirov                | PCUS    |
| Ingeniería General                                                      | Piótr Goremykin                  | PCUS    |
| Metalurgia No Ferrosa (1955-1957)                                       | Piótr Lomako                     | PCUS    |
| Metalurgia Ferrosa (1955-1957)                                          | Aleksándr Sheremétiev            | PCUS    |
| Presidente del Gosbank                                                  | Vasili Popov                     | PCUS    |
| Industria Automotriz (1955-1957)                                        | Nikolái Strokin                  | PCUS    |
| Comercio Exterior                                                       | Iván Kabanov                     | PCUS    |
| Construcción Urbana y Rural (1955-1957)                                 | Iván Koszul                      | PCUS    |
| Industria de Defensa (1955-1957)                                        | Dmitri Ustínov                   | PCUS    |
| Industria de Construcción Naval (1955-1957)                             | Iván Nosenko (1955-1956)         | PCUS    |
| Industria de Construcción Naval (1955-1957)                             | Andréi Redkin (1956-1957)        | PCUS    |
| Electricidad (1955-1957)                                                | Loginov Gueorguiévich            | PCUS    |
| Construcción de la Industria de Carbón (1955-1957)                      | Leonid Melnikov                  | PCUS    |
| Construcción de la Industria Petrolífera (1955-1957)                    | Alekséi Kortunov                 | PCUS    |
| Construcción de Transporte                                              | Evgeni Kozhevnikov               | PCUS    |
| Comité de Seguridad del Estado                                          | Iván Serov                       | PCUS    |
| Comité Estatal de Planificación                                         | Nikolái Baibakov (1955-1957)     | PCUS    |
| Comité Estatal de Planificación                                         | Iósif Kuzmin (1957-1958)         | PCUS    |
| Comité Estatal de Control (1957-1958)                                   | Gueorgui Enyutin                 | PCUS    |
| Comité Estatal de la Industria de la Aviación (1957-1958)               | Piótr Dementev                   | PCUS    |
| Comité Estatal de Radio y Electrónica (1957-1958)                       | Valeri Kalmikov                  | PCUS    |
| Comité Estatal de Construcción                                          | Vladímir Kucherenko              | PCUS    |
| Comité Estatal de Construcción Naval (1957-1958)                        | Boris Evstafiévich               | PCUS    |
| Comité de Supervisión de la Seguridad Laboral en la Industria y Minería | Andréi Stugarev                  | PCUS    |
| Comité Estatal de Deportes                                              | Romanov Nikoláievich             | PCUS    |
| Comité Estatal de Normas e Instrumentación                              | Andréi Viatkin                   | PCUS    |
| Comité Estatal de Planificación                                         | Vasili Ryabikov                  | PCUS    |
| Comité Estatal de Minería                                               | Lozhechkin Pávlovich (1955-1957) | PCUS    |
| Comité Estatal de Minería                                               | Ilya Malyshev (1957-1958)        | PCUS    |
| Comité Estatal de Fijación de Penciones                                 | Piótr Moskatov                   | PCUS    |
| Consejo de Asuntos Religiosos                                           | Iván Polianski (1955-1956)       | PCUS    |
| Consejo de Asuntos Religiosos                                           | Alekséi Puzin (1956-1958)        | PCUS    |
| Departamento General de Meteorología e Hidrología                       | Andréi Zolotujin                 | PCUS    |
| Comité de Aviación Civil                                                | Semión Zhavoronkov (1955-1957)   | PCUS    |
| Comité de Aviación Civil                                                | Pável Zhigarev (1957-1958)       | PCUS    |
| Agencia de Telégrafos                                                   | Nikolái Palgunov                 | PCUS    |

- Datos: Q111281425